# Jordánia hívójelkörzetei
Jordánia jelenleg (2024) nincs felosztva hívójelkörzetekre.
Jordánia számára az ITU az JY hívójelprefixet határozta meg.
| Prefix | Körzet | Hely/jelleg | ITU zóna | CQ zóna | 1 szintű QTH lokátor |
| ------ | ------ | ----------- | -------- | ------- | -------------------- |
| JY     | [0..9] | Jordánia    | 39       | 20      | KM, KL               |
| ZC     | 1      | Kivezetve   | 39       | 20      | KM, KL               |
| ZF     | 5      | Kivezetve   | 39       | 20      | KM, KL               |

## Lajstromjel
Vízi és légi járművek lajstromjelezéséhez a JY prefixet használják.